# Strade romane della Britannia

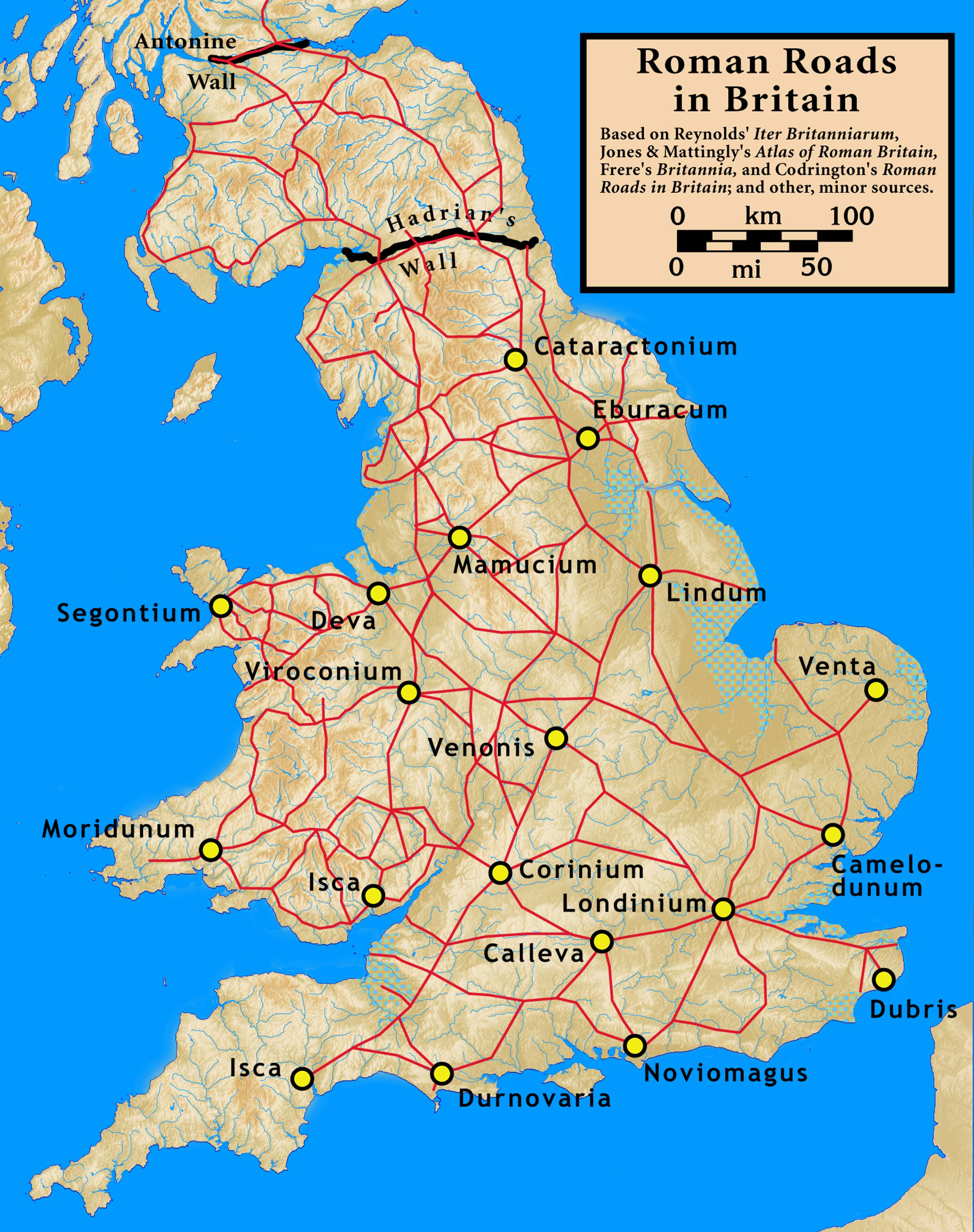

Le strade romane della Britannia  furono originariamente progettate per uso militare, create dall'esercito romano durante i quasi quattro secoli (dal 43 al 410 d.C.) in cui la Britannia fu una provincia dell'Impero Romano. Si stima che circa 2 000 miglia (3 200 km) di strade pavimentate  siano state costruite e mantenute in tutta la provincia. La maggior parte delle strade romane conosciute fu completata entro il 180 d.C.. La funzione principale della rete era di consentire il rapido movimento di truppe ed equipaggiamento militare, ma costituiva anche un'infrastruttura vitale per il traffico commerciale.
Varie strade romane rimasero parzialmente in uso anche dopo la fine del dominio romano in Gran Bretagna nel 410, ed alcune mantennero un ruolo importante per secoli. Alcuni di questi percorsi fanno ora parte della rete stradale nazionale del Regno Unito. Altri sono caduti in disuso o sono solo di interesse archeologico e storico.
Dopo che i romani lasciarono l'isola, la regolare costruzione di strade pavimentate nel Regno Unito non riprese che agli inizi del XVIII secolo. La rete stradale romana, dove sopravvisse, rimase l'unico esempio di sistema stradale a livello nazionale in Gran Bretagna fino all'istituzione  del Ministero dei trasporti all'inizio del XX secolo.

## Panoramica
Prima della conquista romana, i Britanni utilizzavano per lo più strade non pavimentate. Queste vie, molte delle quali avevano origini preistoriche, seguivano perlopiù le linee di crinale delle dorsali collinari, come ad esempio la South Downs Way. Sebbene per la maggior parte si trattasse di piste sterrate, alcune tribù britanniche avevano iniziato a progettare strade vere e proprie durante il I secolo a.C..
A partire dal 43 d.C., i romani crearono rapidamente una rete stradale provinciale. Nella maggior parte dei casi, ingegneri dell'esercito romano ne curarono e supervisionarono la costruzione fin dalle prime fasi. Le posizioni chiave, sia strategiche che amministrative, erano collegate da strade le più dirette possibili. Le strade principali erano coperte con ghiaia o lastricate, erano munite di ponti in pietra o in legno e di stazioni di posta presidiate, nelle quali i funzionari governativi in missione potevano rifocillarsi. La pavimentazione delle strade permise di viaggiare in tutte le stagioni e con tutte le condizioni meteorologiche. In seguito al ritiro delle legioni romane nel 410, il sistema stradale nella Britannia postromana cadde presto in rovina. Solo parti della rete vennero mantenute dagli Anglosassoni, fungendo da direttrici dell'invasione della Britannia. Ampie sezioni però furono abbandonate e caddero in disuso.

## Sviluppo storico

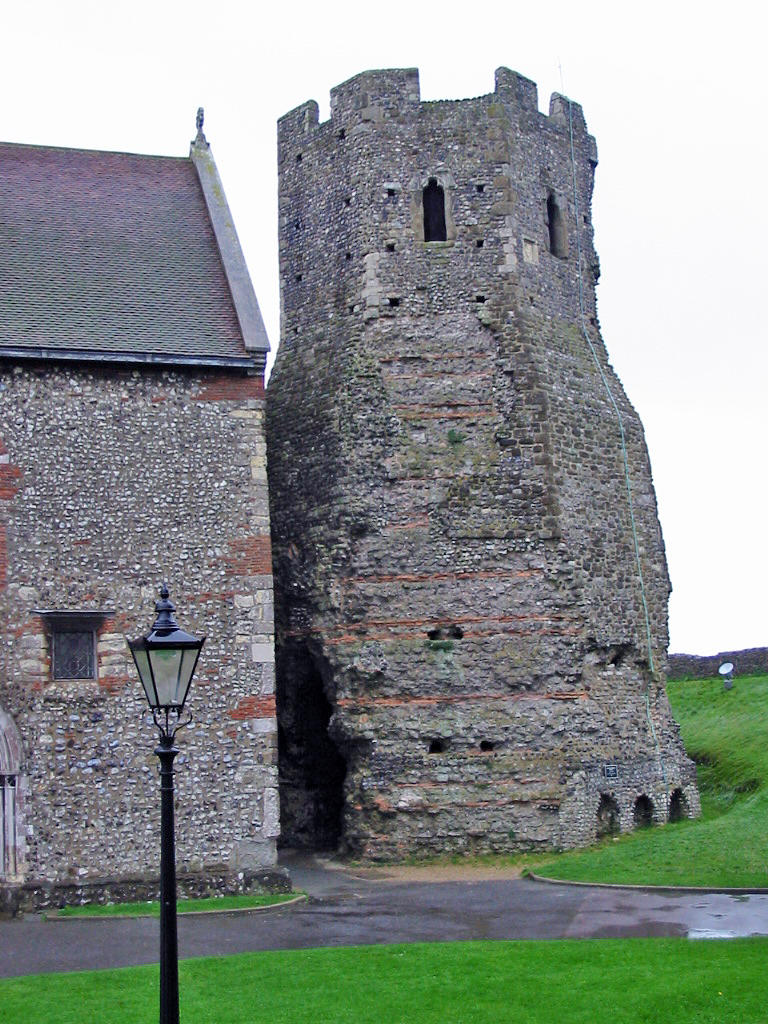
Faro romano al castello di Dover (III secolo). Dubris era il punto di partenza della Watling Street per Londra e Wroxeter

Le prime strade, costruite nella prima fase dell'occupazione romana (periodo della dinastia giulio-claudia 43-68), collegavano Londinium/Londra con i porti da cui era partita l'invasione, Noviomagus Reginorum/Chichester e Rutupiae/Richborough, e con le prime basi legionarie a Camulodunum/Colchester, Lindum/Lincoln, Viroconium/Wroxeter, Glevum/Gloucester ed Isca Dumnoniorum/Exeter. Anche la Fosse Way, da Exeter a Lincoln, fu costruita in questo periodo per collegare queste basi l'una con l'altra, segnando così il primo confine effettivo della nuova provincia romana.
Durante il periodo della dinastia flavia (69-96), le strade per Lindum, Viroconium e Glevum  furono estese (dall'80) alle nuove (e definitive) basi legionarie, rispettivamente Eboracum (York), Deva Victrix (Chester) e Isca Augusta (Caerleon). Dal 96 ulteriori estensioni da Eboracum a Coria (Corbridge), e da Deva Victrix a Luguvalium (Carlisle) e Segontium (Caernarfon), furono completate mentre il dominio romano fu esteso alla Cambria (Galles) ed in Brigantia (Inghilterra settentrionale). La Stanegate, la strada militare da Luguvalium a Coria, fu costruita sotto l'imperatore Traiano (98-117) lungo la linea del futuro Vallo di Adriano, che fu eretto dal suo successore Adriano nel 122-132.
La Caledonia (Scozia), compresa l'Inghilterra a nord del Vallo di Adriano, rimase per lo più al di fuori dei confini della provincia della Britannia, poiché i Romani non riuscirono mai a soggiogare l'intera isola, nonostante un serio sforzo fatto dal governatore Giulio Agricola fra l'82 e l'84. Tuttavia, i Romani mantennero un sistema di forti in tutta la pianura centrale scozzese dall'80 al 220 circa per controllare la popolazione indigena oltre il Vallo di Adriano ed annessero brevemente anche le Lowlands con la costruzione del Vallo Antonino tra il 142 ed il 144 d.C. Questa barriera, dal Firth of Clyde al Firth of Forth, fu mantenuta per circa venti anni, venendo abbandonata nel 164 d.C.

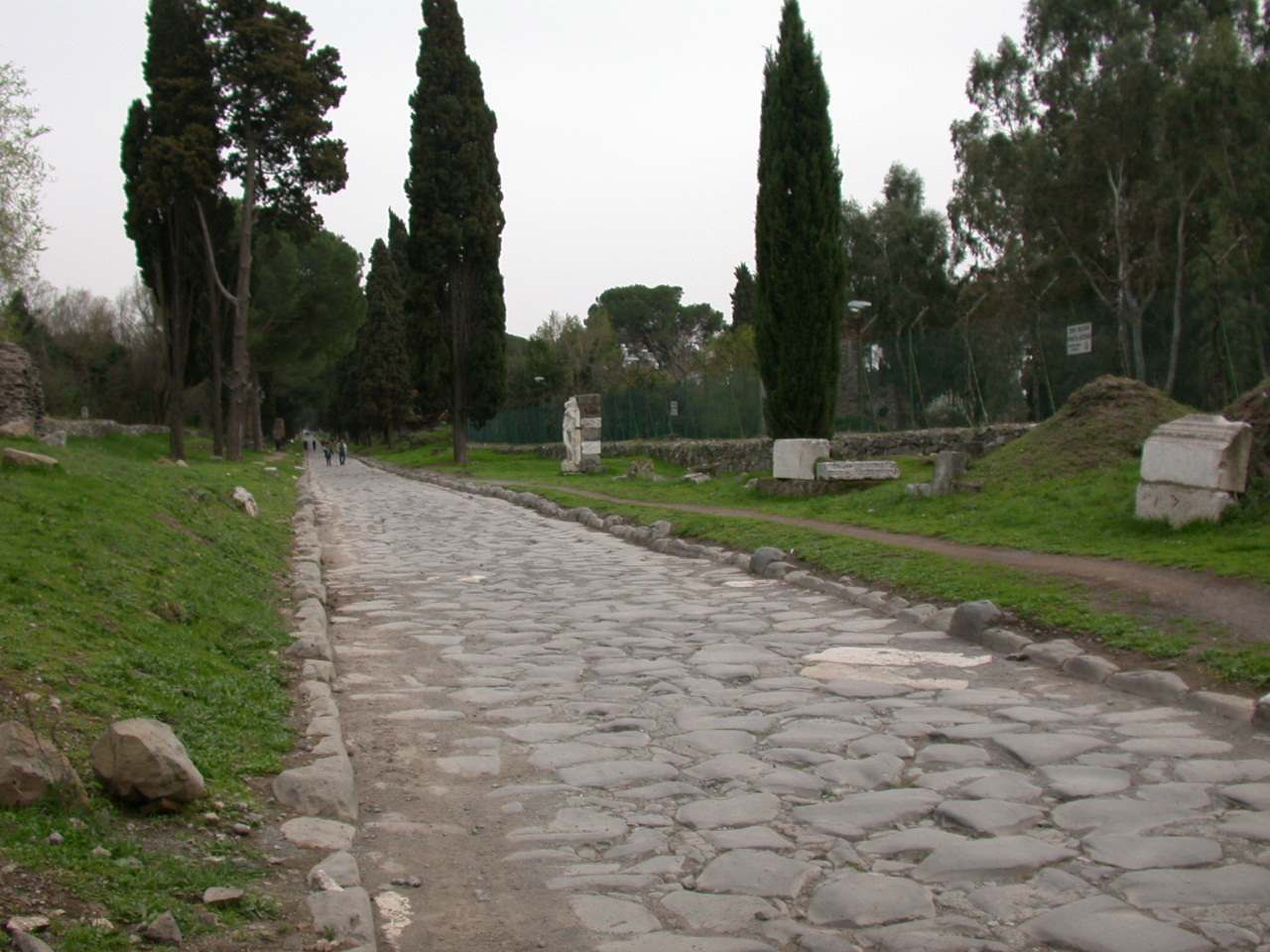
Via Appia, la più antica via principale romana in Italia (inaugurata nel 312 a.C.). Questo, uno dei tratti meglio conservati, da Roma a Bovillae (vicino Albano), è pavimentato con blocchi di pietra. In Britannia venivano generalmente usati materiali più modesti.

I principali itinerari dei Romani, dal Vallo di Adriano al Vallo Antonino (costruito intorno al 120 circa) erano:
- la strada che porta da Coria (Corbridge) al forte romano di Cramond (Edimburgo) e probabilmente a Veluniate (Carriden) all'estremità orientale del Vallo Antonino, passando per Bremenium (High Rochester)
- la strada da (Carlisle) al forte romano di Bothwellhaugh e probabilmente al Vallo Antonino.
Esisteva anche un'altra strada oltre il Vallo Antonino a Bertha (Perth), che andava dal vallo al forte di Falkirk. In effetti, si pensava che la strada romana a nord del fiume Forth, a Stirling e Perth, risalisse alla spedizione di Settimio Severo nel 209 oltre il fiume Dee. Si può, tuttavia, dubitare che ci fosse tempo durante quella campagna per un simile lavoro, e la strada potrebbe anche appartenere ad un periodo precedente alla costruzione del Muro Antonino nel 142.
La rete provinciale era completata da un numero di percorsi costruiti principalmente per scopi commerciali, piuttosto che militari.
Fra questi possiamo ricordare, nel Kent e nel Sussex, tre strade che portavano da Londra verso l'importante area di estrazione del ferro nel Weald, e in Anglia orientale, la strada che da Colchester portava a Norwich, la Peddars Way e la Fen Causeway. Anche queste tratte dell'Anglia orientale e del meridione acquisirono importanza militare dal III secolo in poi con l'emergere delle incursioni marittime dei Sassoni come una minaccia importante e persistente per la sicurezza della Britannia. Queste strade erano collegate alla linea difensiva costiera dei forti della costa sassone, tra i quali  Branodunum (Brancaster), Gariannonum (Burgh Castle) vicino a Great Yarmouth, Portus Lemanis (Lympne) ed Anderitum (Pevensey).

## Costruzione e manutenzione

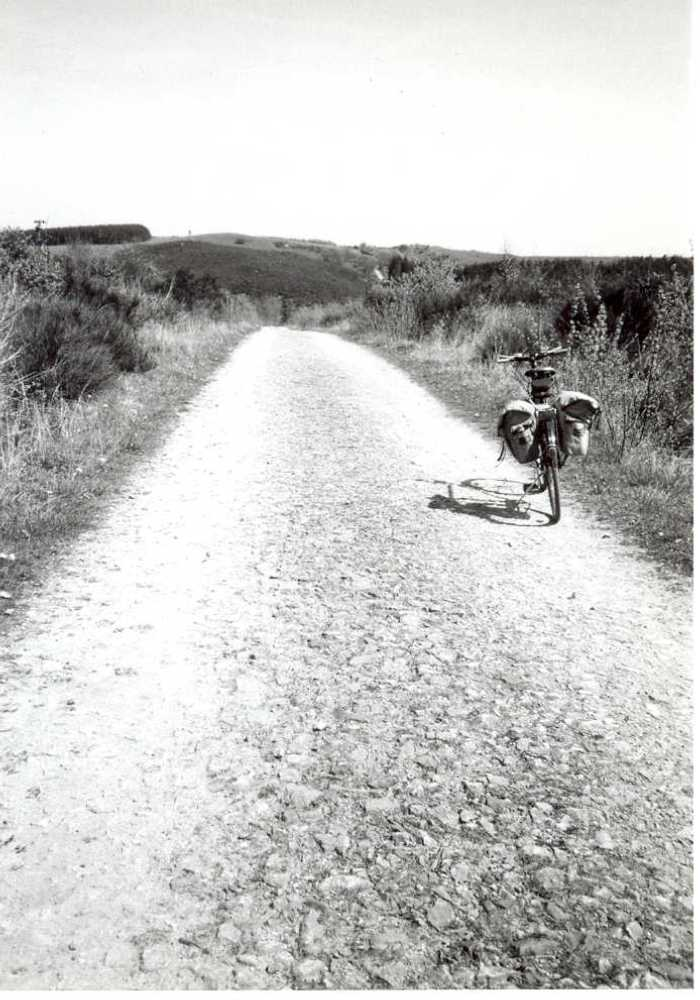
Sezione della strada romana nella regione dell'Eifel, Germania nord occidentale. Il tipico manto stradale in Gran Bretagna avrebbe avuto questo aspetto. Si noti che circa un metro di strada su ciascun lato, più i fossati di accompagnamento, sono ricoperti da vegetazione.

Vennero utilizzate tecniche di costruzione di strade romane standard, che si erano da lungo tempo evolute nel continente. Una strada occupava un'ampia striscia di terra delimitata da fossati poco profondi, di larghezza variabile da 86 piedi romani [83,5 piedi (25,5 m)] della Ermin Way nel Berkshire a 338 piedi [328 piedi (100 m)] della Akeman Street nell'Oxfordshire. La strada principale tipica in Britannia era in genere larga 5–8 m (16–26 piedi), con una media di 7 m (23 piedi). La Watling Street era larga 10,1 m (33 piedi), mentre la Fosse Way era poco più della metà. Diverse strade senza nome erano più ampie della Watling Street, come la strada da Calleva Atrebatum (Silchester) a Noviomagus Reginorum (Chichester) che era larga 11,2 m (37 piedi).
Al centro veniva costruita una carreggiata su un aggere rialzato dopo aver tolto il terriccio morbido, utilizzando i migliori materiali locali, spesso sabbia o ghiaia sabbiosa. Le due strisce di terreno tra l'aggere e i fossati di confine erano usate dai pedoni e dagli animali e talvolta erano leggermente pavimentate. L'aggere era talvolta, ma non sempre, delimitata da profondi fossati per raccogliere l'acqua piovana e mantenere la struttura stradale più asciutta possibile.
La pavimentazione era a due strati, una base di pietre medio-grandi coperte da una superficie di scorrimento, spesso una miscela compattata di pietrame e ghiaia più piccoli. Circa un quarto dei marciapiedi stradali era consolidato con pietre di grandi dimensioni, soprattutto a nord e ad ovest, dove la pietra era più facilmente disponibile. Alcune strade di alto livello in Italia erano legate tra loro da una malta vulcanica, e una piccola minoranza di siti archeologici in Gran Bretagna ha mostrato malta di cemento o calcare. Le superfici stradali nelle aree di produzione del ferro del Weald erano fatte con scorie di ferro. La profondità media di pavimentazione, su 213 strade registrate, è di circa 51 cm (20 pollici), con una grande variazione da un minimo di 10 cm (3,9 pollici) ad un massimo di 4 m in alcuni punti, probabilmente accumulato nel corso dei secoli.
Le strade principali erano originariamente costruite dall'esercito romano. La responsabilità della loro regolare riparazione e manutenzione era affidata a funzionari imperiali designati (i curatores viarum), sebbene il costo fosse probabilmente sostenuto dalle autorità delle civitas locali il cui territorio era attraversato dalla strada.
Dopo il ritiro definitivo delle truppe romane dalla Britannia nel 410, la manutenzione regolare ebbe termine. Le riparazioni divennero occasionali. Nonostante la mancanza di una gestione nazionale delle strade, alcune vie romane rimasero direttrici di trasporto fondamentali in Inghilterra in tutto l'Alto ed il Basso Medioevo. La costruzione sistematica di strade pavimentate non venne ripresa fino all'inizio del XVIII secolo.

## Testimonianze archeologiche

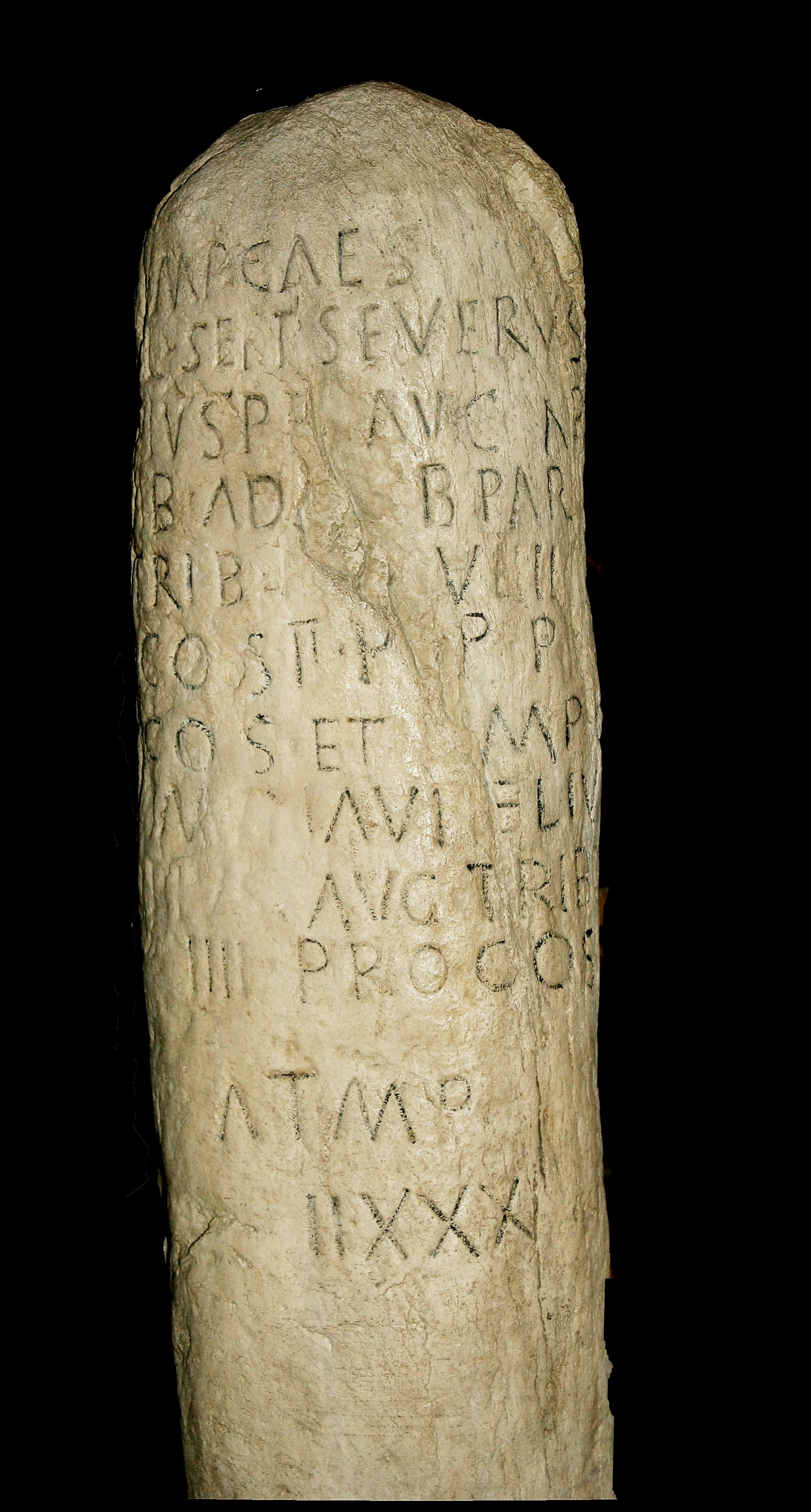
Pietra miliare romana. Da Sankt Margarethen, in Austria. 201. Dedicazione all'Imperatore Settimio Severo (193-212)

I resti esistenti delle strade romane sono spesso molto degradati o contaminati da successivi affioramenti. Sezioni di strutture ben conservate a volte identificate come strade romane includono la Wade's Causeway nello Yorkshire, e nella Blackpool Bridge nella foresta di Dean, anche se la loro identificazione come strade romane non è certa. In molti luoghi, strade romane furono costruite nel XVIII secolo per creare strade a pedaggio. Dove non vennero costruite, molte sezioni sono state scavate dagli agricoltori e alcune di esse sono state spogliate della loro pietra da utilizzare su strade a pedaggio. Comunque, ci sono numerosi tratti di strade romane che sono sopravvissute, seppure ricoperti dalla vegetazione, nella forma visibile di sentieri attraverso boschi o terra comune, come per esempio la sezione dello Stane Street che attraversa la Foresta di Wood nel South Downs vicino a Bignor (Sussex). Questo e altre simili sono segnate sulle mappe della Ordnance Survey con linee tratteggiate e sulla rubrica "ROMAN ROAD" (strade romane). La Peddars Way nello Norfolk è una strada romana trasformata in un sentiero a lunga percorrenza.
Lungo le strade in Britannia sono state trovate delle stazioni di sosta. Le strade romane avevano stazioni distanziate regolarmente l'una dall'altra, l'equivalente romano delle aree di servizio stradali. Ogni 4 miglia circa (6,4 km) (la distanza massima percorribile a cavalcata sostenuta) si poteva trovare una mutatio (letteralmente: "cambiamento"), ossia una stalla dove i messaggeri a cavallo potevano cambiare cavalli e una taverna per ottenere ristoro. I cavalieri dei reggimenti ausiliari sia di fanteria che cavalleria (cohortes equitatae) costituivano la maggior parte dei cavalieri-messaggeri (dispositi) dell'esercito. Cambi di cavalieri e cavalli freschi a pieno galoppo potevano sostenere una velocità media di circa 20 miglia all'ora (32 km/h). Quindi, una spedizione urgente dalla base dell'esercito a York per Londra, 200 miglia (320 km), un viaggio di oltre una settimana per un normale viaggiatore a cavallo, poteva essere completata in sole 10 ore. Poiché le mutationes erano stabilimenti relativamente piccoli e i loro resti ambigui, è difficile identificare i siti con certezza.
Approssimativamente ogni 12 miglia (19 km), un tipico giorno di viaggio per un carro trainato da buoi, vi era una mansio (letteralmente: "soggiorno", da cui deriva la parola inglese mansion "dimora" e la parola francese maison "casa"). Questa era una locanda al lato della strada, con grandi stalle, taverna, stanze per viaggiatori e persino terme nelle strutture più grandi. Le mansiones ospitavano anche reparti di truppe, principalmente ausiliari, che regolarmente presidiavano e pattugliavano le strade /lungo tutta la loro lunghezza/. Questi controllavano le identità, i permessi di viaggio e le merci degli utenti della strada. Le mansiones potevano anche ospitare gli agenti del procuratore imperiale (il capo dell'amministrazione finanziaria della provincia) che raccoglievano il portorium, un pedaggio imperiale su merci in transito su strade pubbliche che veniva addebitato al 2% - 2,5% del valore. La tassa era riscossa quando le merci attraversavano punti prefissati per il pedaggio lungo le strade, che probabilmente si trovavano all'interno o vicino a mansiones. In Britannia almeno una mezza dozzina di siti sono stati identificati con certezza come mansiones. Fra questi lo scavo della mansio a Durovigutum (Godmanchester) nell'Ermine Street (vicino a Huntingdon nel Cambridgeshire).

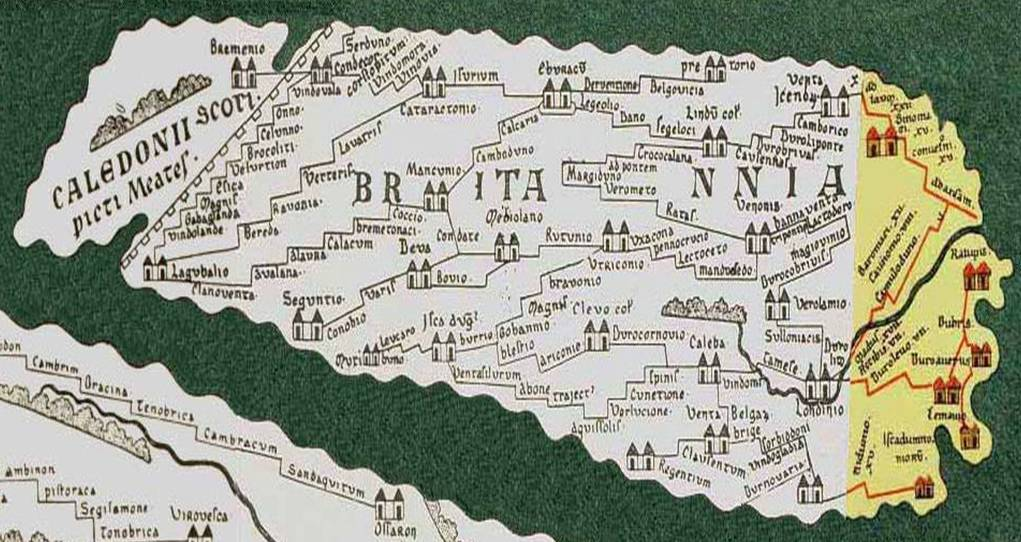
Ricostruzione ottocentesca della Tavola Peutingeriana, una copia medievale della probabile mappa originale romana. La sezione originale che mostra la Britannia romana (Britannia) è persa.

Le mutationes e le mansiones erano le infrastrutture chiave per il cursus publicus (il sistema postale e di trasporto imperiale), che operava in molte province dell'impero romano. Il cursus si occupava principalmente del trasporto di funzionari governativi o militari, del carico utile del governo, come i proventi della riscossione delle tasse e delle retribuzioni militari e dei dispacci ufficiali, ma poteva essere reso disponibile a privati con un permesso speciale a pagamento. In Britannia, le tavolette di Vindolanda, una serie di lettere scritte su tavolette di legno a e da membri del presidio del Vallo di Adriano, mostrano l'operato del cursus sull'isola.
Le pietre miliari, di cui 95 sono registrate nelle Roman Inscriptions of Britain (iscrizioni romane della Britannia). La maggior parte di questi risale alla seconda parte del periodo romano (250 in poi), poiché era pratica comune sostituire le pietre miliari della strada quando veniva eseguita una riparazione importante. Le pietre miliari erano di solito cilindriche e alte 2–4 m (6 piedi 7 pollici–13 piedi 1 pollice). Sulla maggior parte erano incisi solo la consueta dedica all'attuale imperatore e il numero di miglia per una particolare destinazione. Solo tre forniscono ulteriori informazioni: due sono dedicate dai dipartimenti di lavori pubblici di una civitas (contea) (Dobunni) e di Lindum Colonia (Lincoln), che mostrano il coinvolgimento delle autorità locali nella manutenzione delle strade; il terzo registra che l'imperatore Caracalla (211-217) "restaurò le strade, che erano cadute in rovina e in disuso per la vecchiaia".
Le mappe e gli itinerari di epoca romana, progettati per aiutare i viaggiatori, forniscono utili testimonianze di toponimi, percorsi e distanze in Britannia. Il più importante è l'itinerario antonino, risalente al tardo III secolo, che contiene 14 itinerari dell'isola.

## Nomenclatura stradale della Britannia post-romana

Principali strade romane in Britannia

I nomi originali delle strade romane nella Britannia non sono noti a causa della mancanza di fonti letterarie ed epigrafiche, al contrario di quanto accadde per gli itinerari dell' Italia e delle altre province romane dell'Europa occidentale giunti fino a noi. In Britannia la maggior parte dei nomi dei percorsi deriva dal gallese o dall' anglosassone. Questi furono attribuiti in seguito alla fine del dominio romano in Britannia (durante il periodo noto come Alto Medioevo). Ciò significa che la classificazione inglese non si basa sull'originaria nomenclatura romana delle strade all'interno della Britannia Superior o della Britannia Inferior. Ad esempio, gli anglosassoni chiamavano Watlingestrate l'intero percorso da Rutupiae/Richborough a Viroconium/Wroxeter attraverso Londinium/Londra (è una delle quattro strade romane indicate come vie pubbliche nelle leggi di Edoardo il Confessore all'inizio del XI secolo). Tuttavia, i Romani potrebbero aver dato a ogni sezione della "Watling Street" sassone nomi completamente diversi poiché il percorso fu costruito pezzo per pezzo durante diversi decenni a mano a mano che i Romani soggiogavano la Britannia.
I nomi delle strade ufficiali venivano solitamente presi dall'imperatore nel cui regno erano state completate, per esempio la Via Traiana che da Roma porta a Brindisi nell'Italia meridionale prese il nome dall'imperatore Traiano (98-117). Siccome la strada che da Dover porta alla sezione londinese di Watling Street fu iniziata negli anni successivi all'invasione romana della Britannia nel 43, forse era nota ai Romano-Britanni come la Via Claudia in onore dell'imperatore Claudio (41-54) che aveva guidato la campagna militare.
L'unico nome anglosassone che potrebbe essere etimologicamente legato a un nome romano originale è la Fosse Way tra Exeter e Lincoln. "Fosse" può derivare da fossa, parola latina per "fossa/buca". Ma è più probabile che sia attribuibile a un nome romano popolare, piuttosto che ad uno ufficiale. Generalmente le strade romane nella Britannia hanno nomi derivati da giganti e divinità anglosassoni. Ad esempio, la Wade's Causeway nel North Yorkshire è tratto da "Wōden" (Odino), il dio supremo della mitologia norrena e germanica.
La toponomastica inglese continua a riflettere la colonizzazione della Britannia da parte degli anglo-sassoni. Avanzando verso ovest attraverso le isole britanniche, questi popoli germanici incontrarono le infrastrutture in rovina del vecchio impero romano. Molti insediamenti furono fondati su o vicino a strade romane (con il suffisso -street (strada/via) per esempio Watling Street). Il prefisso strat-, strait-, streat- è stato impiegato per denominare gli insediamenti situati vicino a queste ex strade principali imperiali. Stretham significa "fattoria o villaggio su una strada romana" e allo stesso modo Stretford significa "guado su una strada romana". Diciassette località in Inghilterra portano il nome di Stretton.

## Itinerari principali
La rete stradale iniziale fu costruita dall'esercito per facilitare le comunicazioni militari. L'enfasi è stata quindi posta sul collegamento delle basi militari, piuttosto che sulla fornitura di flussi economici. Quindi, furono istituite tre importanti rotte trasversali che collegavano le principali basi del legionario con l'anno 80 quando la frontiera della area occupata dai Romani avanzò:
- Exeter (Isca) – Lincoln (Lindum)
- Gloucester (Glevum) – York (Eboracum)
- Caerleon (Isca) – York via Wroxeter (Viroconium) and Chester (Deva)

Successivamente un gran numero di altri percorsi e rami incrociati sono stati innestati su questa rete di base.
Dopo la Rivolta di Budicca, Londra (Londinium) comandò il grande ponte sul Tamigi che collegava le ultime basi legionarie settentrionali e occidentali con i porti del Kent, che comunicavano con Boulogne (Gesoriacum) e il resto dell'impero. Sono state costruite sei strade principali che collegano la nuova capitale alla rete esistente. Ignorando i loro nomi inglesi successivi, sono i seguenti:
- Londra – Canterbury (Durovernum). A Canterbury, questa strada si divide in 4 rami principali per i principali porti romani:
  - Canterbury – Richborough Castle (Rutupiae)
  - Canterbury – Dover (Portus Dubris)
  - Canterbury – Lympne (Portus Lemanis)
  - Canterbury – Reculver (Regulbium)
- Londra – Chichester (Noviomagus), un altro porto
- Londra – Silchester (Calleva Atrebatum). A Silchester, questa strada si divide in 3 rami principali:
  - Silchester – Portchester (Portus Adurni), un altro porto, via Winchester (Venta) e Southampton (Clausentum)
  - Silchester – Old Sarum (Sorviodunum), offre collegamenti con Exeter e Dorchester (Durnovaria)
  - Silchester – Caerleon, base per la Legio II Augusta, via Gloucester
- Londra – Chester, base della Legio XX Valeria Victrix, via St Albans (Verulamium), Lichfield (Letocetum), e Wroxeter e con prosecuzione per Carlisle (Luguvalium) sul Vallo di Adriano
- Londra – York, base della Legio VIIII Hispana e della Legio VI Victrix, via Lincoln con prosecuzione per Corbridge (Coria) on Vallo di Adriano
- Londra – Colchester (Camulodunum), con prosecuzione per Caistor St Edmund (Venta)

### Elenco delle strade romane e numerazioni moderne
| Strada romana                  | Distanza approssimativa  | Itinerario                                                                                        | Via | Strade moderne sovrapposte                                                                                |
| ------------------------------ | ------------------------ | ------------------------------------------------------------------------------------------------- | --- | --- |
| Ackling Dyke                   | 22 miglia (35 km)        | da Old Sarum (Sorviodunum) a Badbury Rings                                                        | | |
| Akeman Street                  | 78 miglia (126 km)       | da St Albans (Verulamium) a Cirencester (Corinium)                                                | Alchester (Bicester) | |
| Batham Gate                    |                          | da Buxton (Aquae Arnemetiae) a Templebrough                                                       | | B6049 Bradwell, Derbyshire                                                                                |
| Cade's Road                    | 100 miglia (160 km)      | da Brough (Petuaria) a Newcastle upon Tyne (Pons Aelius)                                          | York (Eboracum); Thirsk; Stockton; Sadberge; Sedgefield; Chester-le-Street (Concangis); Gateshead | A1034/1079 Brough-York                                                                                    |
| Dere Street                    | 180 miglia (290 km)      | da York (Eboracum) a Antonine Wall presso Carriden (Veluniate)                                    | Catterick (Cataractonium); Binchester (Bishop Auckland; Vinovia); Corbridge (Coria) on Hadrian's Wall | A59 York to A1(M)                                                                                         |
| Devil's Causeway               | 55 miglia (89 km)        | da Hadrian's Wall/Dere Street a Berwick-upon-Tweed                                                | | |
| Devil's Highway                |                          | da Londra (Londinium) a Silchester (Calleva)                                                      | London (Londinium); Staines (Pontes); Silchester (Calleva) | |
| Doctor's Gate                  |                          | da Glossop a Brough-on-Noe                                                                        | | strada A57, Sheffield - Glossop                                                                           |
| Ermin Way                      | 68 miglia (109 km)       | da Silchester (Calleva) a Gloucester (Glevum)                                                     | Gloucester (Glevum); Cirencester (Corinium); Silchester (Calleva); the Devil's Highway | B4000 Newbury to Stratton, Swindon, A419 Stratton, Swindon to Cirencester, A417 Cirencester to Gloucester |
| Ermine Street                  | 200 miglia (320 km)      | da Londra (Londinium) a York (Eboracum)                                                           | Godmanchester (near Huntingdon; Durovigutum); Water Newton (Peterborough; Durobrivae); Lincoln (Lindum) | A10 London-Royston; A1198 Royston-Huntingdon; A15 Lincoln-Broughton; A1034/1079 Brough-York               |
| Fen Causeway                   | 90 miglia (140 km)       | da Water Newton (Peterborough; Durobrivae) a Brampton, Norfolk                                    | | A1122 Downham Market-Swaffham                                                                             |
| Fford Fleming                  | 67 miglia (108 km)       | da Pumsaint (Luentinum) a St David's (Menevia/Menapia)                                            | | Fishguard to Bangor Trunk Road                                                                            |
| Fosse Way                      | 220 miglia (350 km)      | da Exeter (Isca Dumnoniorum) a Lincoln (Lindum)                                                   | Ilchester (Lindinis), Bath (Aquae Sulis), Cirencester (Corinium), Leicester (Ratae) | A37 Ilchester-Shepton Mallet; A429 Cirencester-Halford; B4455 Halford-High Cross; A46 Leicester-Lincoln   |
| The Great Road                 |                          | da Londra (Londinium’s Aldgate) a Colchester (Camulodunum)                                        | London (Londinium’s Aldgate); Colchester (Camulodunum); Pye Road | |
| Hen Fford                      | 24 miglia (39 km)        | da Pumsaint (Luentinum) a Carmarthen (Maridunum)                                                  | | |
| Icknield Street Ryknild Street | 125 miglia (201 km)      | da Bourton-on-the-Water (vicino Stow-on-the-Wold) a Templeborough (vicino Rotherham, Yorkshire)   | Alcester; Metchley (Birmingham); Lichfield (Letocetum); Derby (Derventio) | A38 Lichfield-Derby                                                                                       |
| King Street                    | 40 miglia (64 km)        | da Water Newton (Peterborough; Durobrivae) a South Kesteven, Lincolnshire                         | | |
| Maiden Way                     |                          | da Kirkby Thore (Bravoniacum) a Carvoran (Magnae)                                                 | Kirkby Thore (Bravoniacum); Whitley Castle (Epiacum); Carvoran (Magnae) | |
| Mastiles Lane                  |                          |                                                                                                   | | |
| Military Way                   | 73 miglia (117 km)       | da Wallsend (Newcastle upon Tyne; Segedunum) a Bowness-on-Solway (Maia)                           | | |
| Peddars Way                    | 47 miglia (76 km)        | da Holme-next-the-Sea (vicino Hunstanton, Norfolk) a Knettishall Heath (vicino Thetford, Norfolk) | Castle Acre | |
| Port Way Portway               | 133 miglia (214 km)      | da Silchester (Calleva) a Weymouth                                                                | Dorchester (Durnovaria); Old Sarum (Sorviodunum, Old Salisbury); Silchester (Calleva); the Devil's Highway | |
| Pye Road                       |                          | da Caistor St Edmund (Venta Icenorum) a Colchester (Camulodunum)                                  | Caistor St Edmund (Venta Icenorum); Colchester (Camulodunum); the Great Road | A140 road                                                                                                 |
| Sarn Helen                     | 160 km (99 miglia)       | da Aberconwy (Canovium) a Carmarthen (Moridunum)                                                  | Betws-y-Coed, Trawsfynydd (Tomen y Mur), Bremia, Bronant, Dolaucothi, Llandovery (Alabum) | A470 A487 A470 A483                                                                                       |
| Stane Street (1)               | 57 miglia (92 km)        | da Londra a Chichester (Noviomagus)                                                               | Morden, Ewell, Dorking, Billingshurst, Pulborough, Bignor | A3 Newington-Clapham; A24 Clapham-Ewell; A29 Rowhook-Pulborough; A285 Halnaker-Chichester                 |
| Stane Street (2)               | 39 miglia (63 km)        | da Braughing a Colchester (Camulodunum)                                                           | | B1256 Bishop's Stortford-Braintree; A120 Braintree-Colchester                                             |
| Stanegate                      | 44 miglia (71 km)        | da Carlisle (Luguvalium) a Corbridge (Coria)                                                      | lungo Hadrian's Wall | |
| Stone Street                   | 15 miglia (24 km)        | da Canterbury (Durovernum) a Lympne                                                               | | B2068 from the M20 motorway to Canterbury                                                                 |
| Via Devana                     | 31 miglia (50 km)        | da Colchester a Chester                                                                           | Colchester (Camulodunum), Wixoe, Cambridge (Duroliponte), Huntingdon/Godmanchester, Corby, Medbourne, Leicester (Ratae Corieltauvorum), Mancetter (Manduessedum), Water Eaton (Pennocrucium), Newport, Whitchurch (Mediolanum), Chester (Deva Victrix)                                                                                  | Worsted Street                                                                                            |
| Wade's Causeway                | fino a 25 miglia (40 km) | da Dunsley Bay a Malton, North Yorkshire                                                          | | |
| Watling Street                 | 200 miglia (320 km)      | da The Kentish ports a Wroxeter (Viroconium)                                                      | Richborough (Rutupiae) o Dover (Dubris); Canterbury (Durovernum); London (Londinium); St Albans (Verulamium); Wall (Letocetum); Wroxeter (Viroconium); a volte continuava per Birrens (Blatobulgium) o confluiva con la Dere Street o continuava a sud verso Magnae (Kenchester) o si estendeva a nord verso Bremetennacum (Ribchester) | A2 Faversham-Gillingham; A207 Crayford-Blackheath; A5 London-Wroxeter (except bypasses)                   |

1. ↑  Sezioni di strade moderne che si trovano immediatamente sopra la strada romana. Tali tratti sono contrassegnati come "ROMAN ROAD" sull'Ordnance Survey Maps.
2. ↑  Da non confondere con la Icknield Way, il sentiero battuto pre-romano che dal Buckinghamshire va verso il Norfolk. Anche se la strada termina a Templeborough, continuava quasi certamente verso Doncaster (Danum) per unirsi a un ramo della Ermine Street verso York.
3. ↑  Questo non è un nome sassone, ma latino inventato dagli antiquari del XVIII secolo per definire un percorso presunto. Si tratta solo di una serie di percorsi incrociati per raggiungere la Watling Street da Colchester.
4. ↑  Questo monumento sinuoso e lineare potrebbe avere fino a 6.000 anni nel parco nazionale delle North York Moors. Il suo corso di pietre è lungo solo 1 miglio (1,6 km) sulla Wheeldale Moor ma l'inclusione di altri tratti crea una sezione di 25 miglia (40 km). La sua provenienza come strada romana è tuttora in corso di studio fra glia accademici.